# Gammarus pseudolimnaeus
Gammarus pseudolimnaeus är en kräftdjursart som beskrevs av Edward Lloyd Bousfield 1958. Gammarus pseudolimnaeus ingår i släktet Gammarus och familjen Gammaridae. Inga underarter finns listade i Catalogue of Life.